# Zapští ze Zap
Zapští ze Zap (někdy také psaní jako Zápští ze Záp) byli český vladycký a později rytířský rod vzešlý ze vsi Zápy ležící ve Středočeském kraji v okrese Praha-východ. Počátky rodu spadají do přelomu 14. a 15. století. Během raného novověku se Zapští ze Zap rozdělili na několik rodových větví, které držely rozsáhlé majetky na východě dnešní Prahy, ve středních, severních a východních Čechách a také na Moravě. Na vrcholu moci a rodové slávy v 16. století čítali Zapští ze Zap téměř na dvě desítky osob, které často výrazně vstupovaly do veřejného života předbělohorských Čech. Na počátku 17. století vymřela primogeniturní větev a rod se ztenčil na sekundogeniturní potomstvo usazené v Chrudimi a okolí, které během téhož století zchudlo a přišlo o svůj rytířský predikát. Ten byl Zapským ze Zap znovu udělen až v 19. století. Potomci této větve stále žijí. Nejznámější postavou rodu je rytíř Adam Zapský ze Zap (cca 1600–1626), který byl odsouzen a popraven za vraždu císařského rady Jana Daniela Kapra z Kaprštejna.     

## Založení rodu

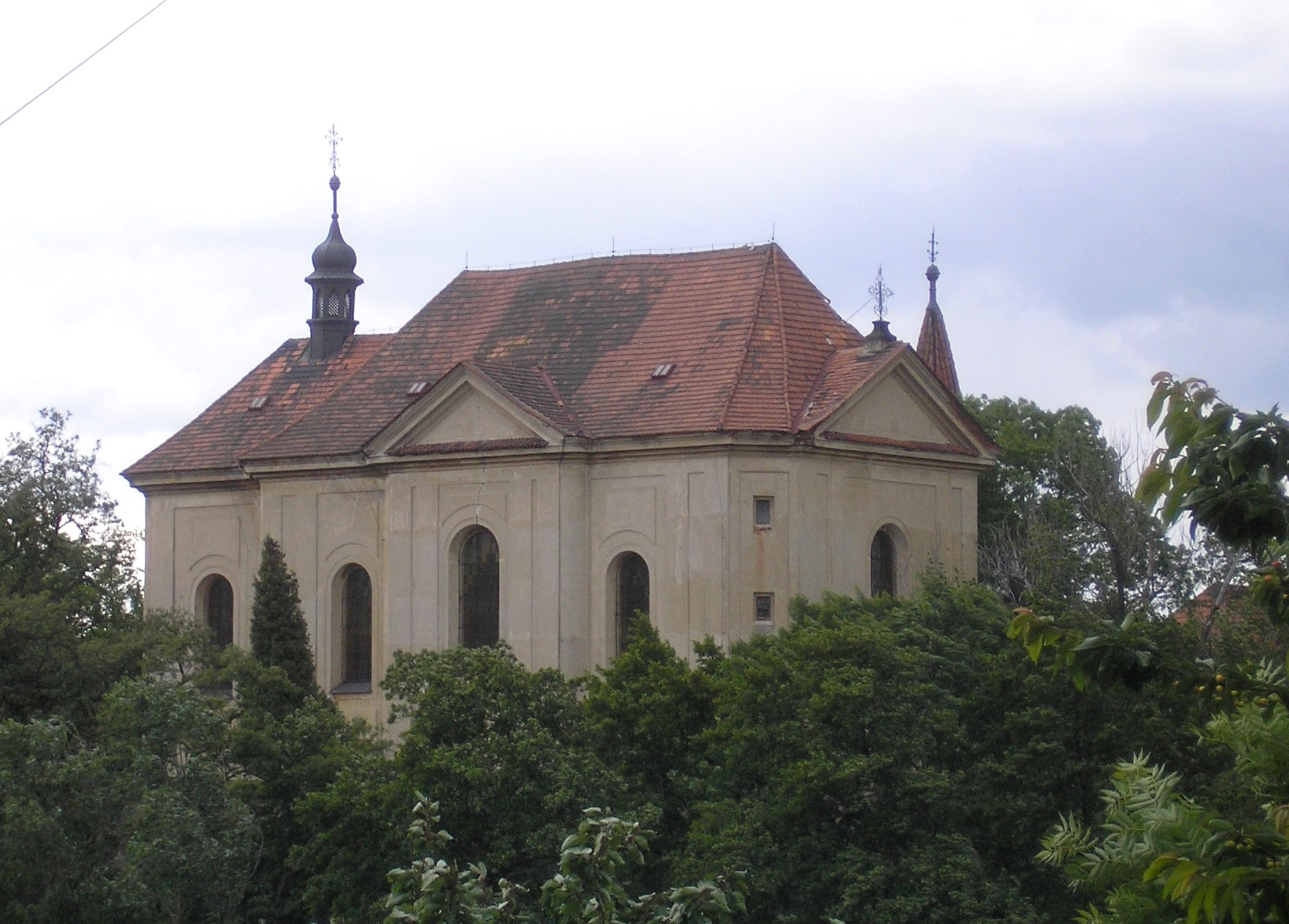
Kostel svatého Jakuba Staršího v Zápech

Prvním historicky doloženým předkem rodu je staroměstský měšťan Mikuláš Heklík, který v roce 1391 držel spolu se svým bratrem Janem Mulnerem část vsi Dubeček. Roku 1392 již vlastnil Mikuláš Heklík statky v Zápech. Mikuláš měl spolu se svou manželkou Alžbětou syna Zikmunda a několik dcer. Zikmund a jeho potomci se již začali zvát jako Zapští ze Zap. Během Zikmundova života byly doposud rozdělené Zápy sjednoceny vyjma části zvané Zapská Stránka pod Zapskými ze Zap, kteří sídlili na zdejší tvrzi. Také v Zapské Stránce se během 15. století zmiňují Zapští, kteří byli podle všeho příbuzensky propojeni s Mikulášovým rodem. Právě z této rodové větve nejspíše pocházel Aleš Zapský, který byl v letech 1471–1488 purkrabím v Brandýse nad Labem. Naposledy se Mikulášův syn Zikmund Zapský objevuje v pramenech v roce 1451. Poté se v Zápech připomíná vladyka Jan Heklík, o kterém se sice s určitostí neví, zdali byl Zikmundovým synem, avšak příjmení Heklík svědčí nepochybně o jeho příslušnosti k Mikulášově rodu. Rod se už tehdy značně rozšířil, protože Jan I. řečený Heklík, který byl pánem v Zápech v letech 1462–1493, a jenž získal do svého majetku dnes již zaniklé vsi Zípce a Opočno, měl nejméně čtyři syny. Jeden z nich jménem Hanek se přestěhoval na Moravu, kde získal do vlastnictví Ratibořice. Další Janův syn, který obdržel po otci jméno Jan (II.), a jenž vystupuje v pramenech v letech 1499–1517 spolu se svou ženou Kateřinou z Vyklek, se zapsal do historie především jako otec Zikmunda, Jana a Bohuše Zapských, od nichž se následně oddělují tři hlavní větve rodu Zapských ze Zap. Jan I. řečený Heklík byl posledním Zapským, který sídlil na tvrzi v Zápech, protože zdejší tvrz přešla na počátku 16. století do majetku nových držitelů.

## Dubečská a průhonická větev

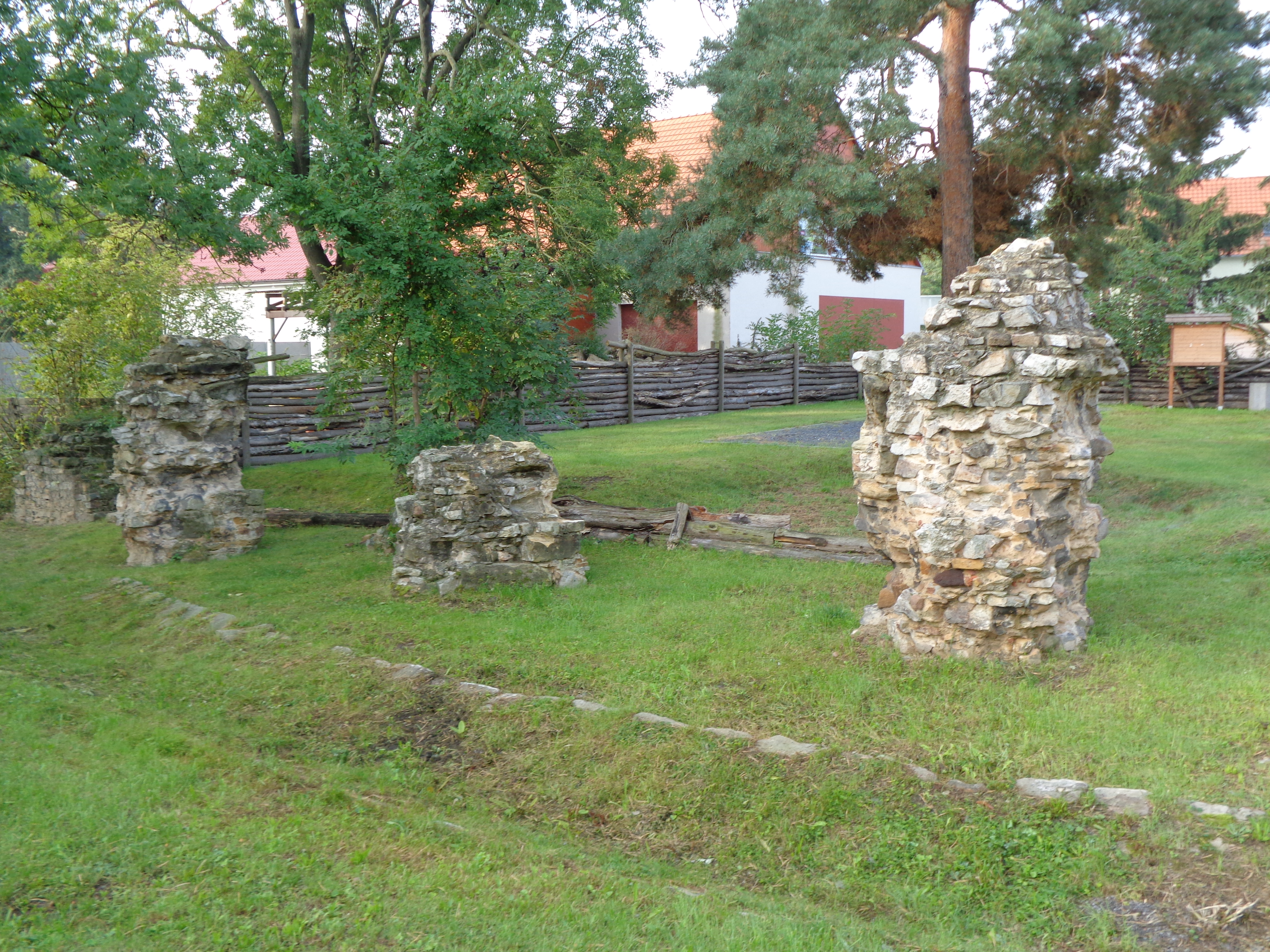
Zbytky renesanční tvrze Zapských ze Zap v Dubči

Zikmund Zapský ze Zap, nejstarší syn Jana (II.) Zapského a Kateřiny z Vyklek, se oženil s Žofií Dubeckou z Dubče, jedinou dcerou a dědičkou Jana III. Dubeckého z Dubče. Po smrti Jana III. roku 1508 se tak stal Zikmund Zapský pánem nad téměř celým majetkem Dubečských z Dubče. Ten zahrnoval panství s centrem v městysi Dubči u Prahy, ke kterému se pojily také významné statky v Průhonicích a Vinoři. Spojením Zikmunda a Žofie vznikla nová primogeniturní rodová linie, která na více než sto let spojila svůj osud s pražským venkovem, a do značné míry zastínila zbylé větve Zapských ze Zap, které se zatím etablovaly ve středních a východních Čechách. Zikmund Zapský zemřel po roce 1519. Jeho synové Oldřich a Adam Zapští ze Zap byli již během 30. let 16. století přijati do rytířského stavu. Po Zikmundově smrti se stal hlavou dubečské větve Oldřich Zapský ze Zap a na Dubči. Majetek, kterým Oldřich disponoval, byl však natolik rozsáhlý, že musel být v roce 1542 rozdělen mezi oba bratry. Oldřich si ponechal Dubeč, Dubeček, Lítožnici, Dolní Měcholupy a Netluky. Oproti tomu Adam obdržel Průhonice a Vinoř. Tím došlo k rozdělení rodu na dubečskou a průhonickou větev.

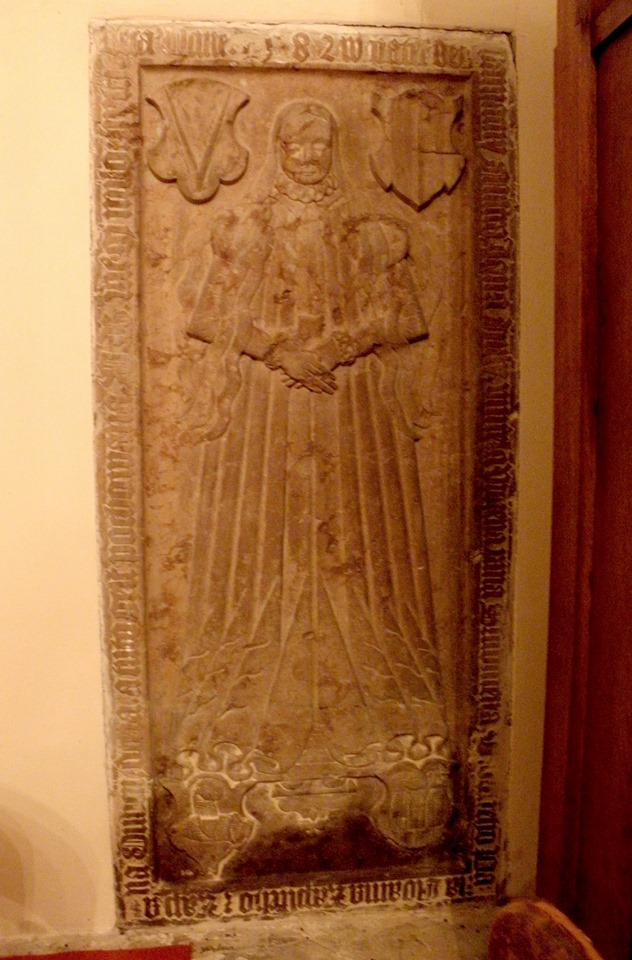
Náhrobek Salomeny Zapské (1582) v kostele svatého Petra v Dubečku

Dubečská větev Zapských ze Zap se psala s přídomkem na Dubči, neboť sídlila na dubečské tvrzi, kterou nechala ve druhé polovině 16. století přebudovat ve významné renesanční sídlo. Hlavním pohřebištěm této větve se stal kostel sv. Petra v Dubečku, kde se dodnes dochovaly náhrobky některých členů rodu. Pozoruhodný je zejména renesanční náhrobek mladé Salomeny Zapské, dcery majitele panství, která zemřela v roce 1582. Po Oldřichovi Zapském, který je naposledy zmíněn v roce 1557, se dubečského panství ujal Adam Zapský starší, který měl za manželku Marianu Hrzánovou z Harasova. Adam Zapský byl schopný politik, hospodář a aktivní stoupenec Jednoty bratrské. Podílel se na vydání České konfese v roce 1575 a stihl se ještě angažovat v bojích o Rudolfův Majestát. Dubečská větev dosáhla za Adamova života svého největšího rozmachu. K panství Zapských v Dubči byly tehdy připojeny také Běchovice a Kyje. K založení nových rodových větví však již nedošlo, a to i přesto, že Oldřich Zapský a jeho syn Adam Zapský měli hned několik synů. Předčasná úmrtí potomků totiž vedla k tomu, že Adam Zapský musel v roce 1609 vyhlásit za svého dědice ještě nezletilého vnuka Adama Zapského mladšího. Ten se rodových statků ujal až v době vypuknutí českého stavovského povstání. Ačkoli vzbouřené stavy Adam Zapský otevřeně nepodpořil, podílel se na finančních půjčkách vzbouřencům a veřejně urážel královský Majestát. V roce 1623 byl proto odsouzen ke ztrátě třetiny majetku. Jelikož mu byly následně protiprávně zabrány také zbylé statky, odhodlal se k zoufalému činu ve snaze získat zpět alespoň Kyje, které mu v roce 1610 odkázala babička Mariana Hrzánová z Harasova. Po milostném poměru s manželkou císařského rady Jana Daniela Kapra z Kaprštejna Zapský zosnoval spiklenecký plán a Kaprštejna v roce 1625 zavraždil. Byl zatčen, odsouzen a popraven v roce 1626. Jím vymřela dubečská rodová větev po meči. Po přeslici větev vymřela smrtí manželky Adama Zapského, jíž byla Eva Zapská z průhonické rodové linie. Ta zemřela někdy krátce po roce 1628.

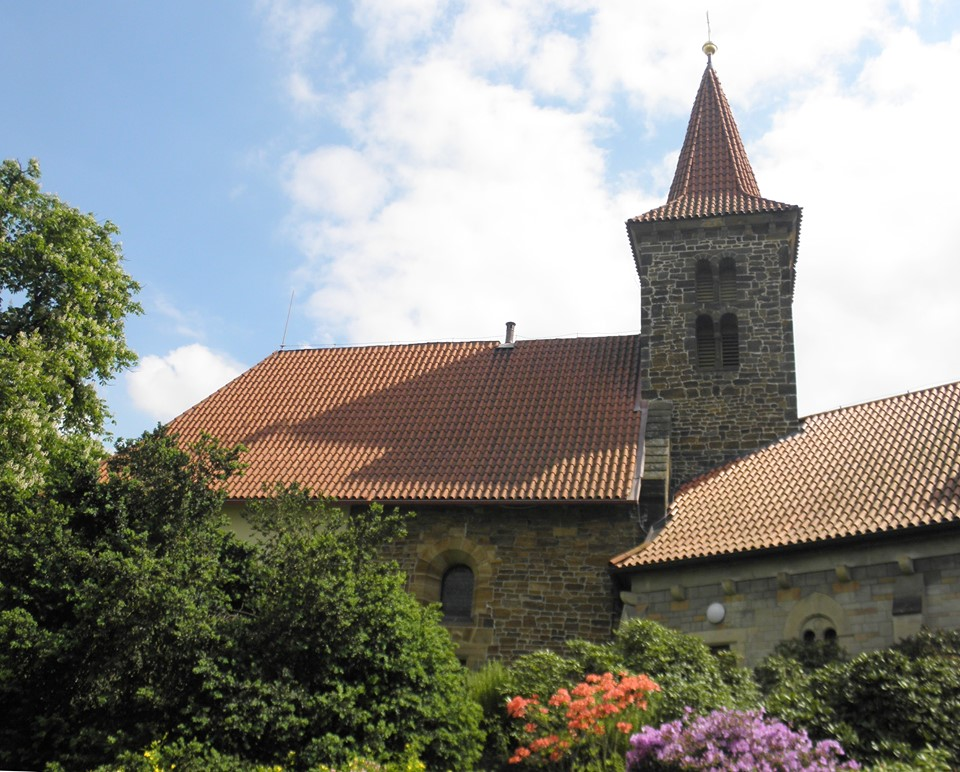
Kostel Narození Panny Marie v Průhonicích

Průhonickou větev, která sídlila na průhonickém zámku, reprezentují Adam Zapský ze Zap a na Průhonicích a jeho potomci. Adam Zapský, který zemřel roku 1551, měl za manželku Johanou z Vrábí. Pohřben byl jako většina Zapských z Průhonic v místním kostele Narození Panny Marie. Adam měl syny Zikmunda a Bedřicha, kteří však byli v roce 1551 ještě nezletilí, a tak za ně musela převzít poručnictví nad Průhonicemi jejich matka Johana z Vrábí. Když bratři dospěli, rozdělili si kolem roku 1571 rodový majetek napůl. Zatímco starší Zikmund si ponechal průhonické panství, pak se mladší Bedřich spokojil s Vinoří a Újezdem u Průhonic. Zikmund byl po většinu života ve stínu svého schopnějšího a slavnějšího bratrance Adama staršího Zapského ze Zap a na Dubči, a to i přesto, že byl častým účastníkem zemských sněmů. Zemřel roku 1606 bez mužských potomků. Průhonické panství proto Zikmund odkázal své dceři Anně Alžbětě, která se po krátkém a bezdětném manželství s Jaroslavem II. Smiřickým ze Smiřic provdala za slezského diplomata Karla Hanibala z Donína. Odešla žít na slezské statky svého muže, a proto v roce 1616 odprodala Průhonice tajnému radovi císaře Rudolfa II. Ondřejovi Hanevaldovi z Eckersdorfu. Zemřela v roce 1659. Z manželství s pánem z Donína vzešlo několik synů a dcer, díky čemuž rod Zapských pokračoval po přeslici, avšak tito potomci již neměli žádné pojítko k Průhonicím ani zbylým rodovým větvím.

## Ctiněvská větev
Z průhonické větve se v posledních desetiletích 16. století oddělila další rodová větev, která existovala až do roku 1610, a jež je úzce vázána na Ctiněves. Mikuláš ze Ctiněvsi měl dcery Annu a Johanku, které se obě provdaly do rodiny Zapských. Anna pojala za svého muže Jana Zapského ze Zap z dubečské větve, který držel Běchovice. Manželství zůstalo bezdětné. Johana se naopak vdala za Bedřicha Zapského ze Zap z průhonické větve. Bedřich Zapský v roce 1578 směnil Vinoř za Annin podíl ve Ctiněvsi, kam poté přesídlil, a stal se tak zakladatelem zdejší větve Zapských. Později se však Bedřich znovu uvázal ve Vinoři, protože jeho manželka Johana zdědila Vinoř po smrti bezdětné sestry Anny. Vinoř nicméně Bedřich Zapský roku 1593 definitivně odprodal, aby tak mohl zajistit dědické podíly svým četným potomkům. Bedřich Zapský měl tři dcery a čtyři syny. Většina z Bedřichových potomků ovšem zemřela již na přelomu 16. a 17. století. Bedřichovým dědicem se proto stal poslední žijící syn Adam Zapský ze Zap a na Ctiněvsi, který však zemřel roku 1610. Z Adamova manželství s Kateřinou Služskou z Chlumu vzešla dcera Kateřina a syn Bedřich Štastný, kteří zemřeli ještě za života rodičů. Než vypuklo stavovské povstání, tak vymřela také tato poboční větev rodu. V kostele sv. Matouše ve Ctiněvsi se zachovalo několik náhrobků ctiněvské větve Zapských ze Zap.

## Chrudimská větev
Další dvě rodové větve založili bratři Jan a Bohuš Zapští, mladší sourozenci Zikmunda Zapského ze Zap, který se roku 1508 přiženil na dubečské panství. Starší Jan koupil Dobřejovice, Ovčáry a další drobné statky, z nichž později většinu odprodal Novému Městu pražskému. Dobřejovice odkázal svému synovi Oldřichovi Zapskému, který je roku 1549 prodal Jiříkovi Mošaurovi z Valdova. Oldřich Zapský se vytrácí z pramenů po roce 1551. Také rod Bohuše Zapského ze Zap rychle zchudl. Když se totiž objevuje v roce 1554 poslední zmínka o Bohušovi, uvádí se tento Zapský již jako pouhý bezzemek, který žil v Bratčicích u Čáslavi. Jeho syn Václav si koupil v roce 1561 šosovní dům v Řečici u Čáslavi. Dědictvím po příbuzných a také vlastním úsilím se Václavovi potomci usadili koncem 16. století v Chrudimi a okolí. Ačkoli užívali stále rytířský titul, stal se z nich měšťanský rod. V Chrudimi i přesto Zapští stále požívali velké vážnosti. Za sympatie projevované stavovskému povstání byl v roce 1623 odsouzen tehdy senior rodu Jan Zapský ze Zap konfiskační komisí k manství, jelikož nevlastnil více než šosovní dům na chrudimském předměstí. Jeho syn Zikmund, který zemřel v roce 1692, byl poslední z rodu, kdo se ještě psal se šlechtickým predikátem. Po zbytek 17. století a v 18. století žili Zapští v Chrudimi vesměs v chudobě a odříkání. Koželuhovi Václavovi Zapskému a jeho potomkům byl nicméně na počátku 19. století přiznán c. a k. ministerstvem vnitra rytířský titul. Nejvíce jej dokázal využít vzdělaný a podnikavý Mr. Ph. Adolf J. Zapský ze Zap (1852–1928), který působil v České Třebové jako vážený lékárník, jenž se zasloužil mimo jiné o založení zdejší městské spořitelny. V roce 2004 byla Adolfovi Zapskému slavnostně odhalena busta přímo v prostorách České spořitelny, a.s. v České Třebové. Potomci chrudimských Zapských ze Zap žijí dodnes.

## Erb
Zapští ze Zap měli na červeném štítě stříbrný klín obrácený ostřím dolů. Na štítě se nacházela korunovaná turnajová přilba s červeno–stříbrnými přikryvadly. Klenotem byla dvě zavřená křídla, přední červené s klínem ze štítu a zadní stříbrné.

## Příbuzenstvo
Zapští ze Zap se příbuzensky spojili s mnohými šlechtickými rody, a to například s Dubečskými z Dubče, pány z Donína, z Rybenska, Smiřickými či Hrzány.